# الإعجاز البلاغي في القرآن
الإعجاز البلاغي في القرآن هو أوجه البلاغة التي يعجز البشر عن مثلها، ومن أوجه الإعجاز البلاغي في القرآن، الألفاظ والحروف والأسلوب، وما يكون من صور بيانية، والتصريف في القول والمعاني، والنظم وفواصل الكلم، والإيجاز المعجز والحكم والأمثال والإخبار عن الغيب، وجدل القرآن، واشتمل القرآن على جميع أنواع البلاغة، ويتجاوزها إلى ما لم يعرفه العرب، ويتجلى الإعجاز بمظاهر عدة منها، الخصائص المتعلقة بأسلوب القرآن والكلمة القرآنية والجملة القرآنية وصياغتها، وجلال الربوبية وكبرياء الألوهية في آياته، والتصوير الفني في القرآن.

## التعريف:
الإعجاز: العجز أصلُه التَّأخُّر عن الشيء وهو ضد القدرة، وأعجزتُه وعاجزتُه، جعلته عاجزًا، ومنه قوله تعالى:﴿وَالَّذِينَ سَعَوْا فِي آيَاتِنَا مُعَاجِزِينَ﴾ [الحج:51]، وهو الضعف والقصور عن فعل الشي.
البلاغة: تنبئ عن الوصول والانتهاء، وهو بلوغ المتكلم في تأدية المعنى حدا له اختصاص بتوفية خواص التراكيب حقها، وإيراد أنواع التشبيه والمجاز والكناية على وجهها.
الإعجاز البلاغي: هو أوجه البلاغة في القرآن التي يعجز البشر عن مثلها.

## أوجه الإعجاز البلاغي في القرآن
1. الألفاظ والحروف.
2. الأسلوب، وما يكون من صور بيانية.
3. التصريف في القول والمعاني.
4. النظم وفواصل الكلم.
5. الإيجاز المعجز والحكم والأمثال والإخبار عن الغيب.
6. جدل القرآن.[7]

## ‌‌أنواع البلاغة في القرآن
اشتمل القرآن على جميع أنواع البلاغة، ويتجاوزها إلى ما لم يعرفه العرب ولا يستطيعون، والبلاغة على عشرة أقسام:
1. الإيجاز.
2. التشبيه.
3. الاستعارة.
4. التلاؤم.
5. الفواصل.
6. التجانس.
7. التصريف.
8. التضمين.
9. المبالغة.
10. حسن البيان.[9][15]

والقرآن مشتمل على جميع فنون البلاغة من ضروب التأكيد وأنواع التشبيه والتمثيل، وأصناف الاستعارة وحسن المطالع والمقاطع، وحسن الفواصل، والتقديم والتأخير والفصل والوصل اللائق بالمقام، وخلوه عن اللفظ الركيك والشاذ الخارج عن القياس النافر عن الاستعمال، وغير ذلك من أنواع البلاغات،ولا يقدر أحد من البلغاء من العرب إلا على نوع أو نوعين من الأنواع المذكورة، ولو رام غيره في كلامه لم يتأت له، وكان مقصرا.

## ‌‌أمثلة من بلاغة القرآن المختلفة
- الإيجاز: فإنما يحسن مع ترك الإخلال باللفظ والمعنى؛ فيأتي باللفظ القليل الشامل لأمور كثيرة، وينقسم إلى حذف وقصر:

1. الحذف: الإسقاط للتخفيف: مثل قوله تعالى: ﴿وَاسْأَلِ الْقَرْيَةَ الَّتِي كُنَّا فِيهَا﴾ [يوسف:82]، وقوله تعالى:﴿طَاعَةٌ وَقَوْلٌ مَعْرُوفٌ﴾ [محمد:21]، وحذف الجواب، مثل قوله تعالى:﴿وَلَوْ أَنَّ قُرْآنًا سُيِّرَتْ بِهِ الْجِبَالُ أَوْ قُطِّعَتْ بِهِ الْأَرْضُ أَوْ كُلِّمَ بِهِ الْمَوْتَى بَلْ لِلَّهِ الْأَمْرُ جَمِيعًا﴾ [الرعد:31]، كأنه قيل: لكان هذا القرآن، والحذف أبلغ من الذكر؛ لأن النفس تذهب كل مذهب في القصد من الجواب.

1. الإيجاز بالقصر: مثل قوله تعالى:﴿وَلَكُمْ فِي الْقِصَاصِ حَيَاةٌ﴾ [البقرة:179]، وقوله تعالى:﴿يَحْسَبُونَ كُلَّ صَيْحَةٍ عَلَيْهِمْ هُمُ الْعَدُوُّ فَاحْذَرْهُمْ قَاتَلَهُمُ اللَّهُ أَنَّى يُؤْفَكُونَ﴾ [المنافقون:4]، وقوله تعالى:﴿إِنَّمَا بَغْيُكُمْ عَلَى أَنْفُسِكُمْ﴾ [يونس:23]، وقوله تعالى:﴿وَلَا يَحِيقُ الْمَكْرُ السَّيِّئُ إِلَّا بِأَهْلِهِ﴾ [فاطر:43].[15]

## ‌‌مظاهر الإعجاز البلاغي

### أولاً: الخصائص المتعلقة بأسلوب القرآن
المظهر الأول من مظاهر الإعجاز البلاغي هو أن القرآن يجري على نسق خاص في أسلوبه، لا يستطيع أحد أن يجاريه فيه، وهذه الخصائص هي:
- نظمه البديع: فالقرآن يجري على نسق بديع، خارج عن المعروف والمألوف من نظام كلام العرب، فهو لا تنطبق عليه قوافي الشعر، كما أنه ليس على سنن أسجاع النثر.
- المحافظة على جمال اللفظ وروعة التعبير: إن التعبير القرآني يختار أجمل الألفاظ لأبهى تعبير، ويظل جاريا على مستوى رفيع من هذا الجمال اللفظي، ورقة الصياغة، وروعة التعبير، مهما تنوعت أبحاثه، واختلفت موضوعاته، وهذا مما يخرج عن طوق البشر.
- صياغته الموافقة لحال المخاطبين: إن ألفاظ القرآن وعباراته مصوغة بشكل غريب، وعلى هيئة عجيبة، بحيث تصلح أن تكون خطابا لمختلف المستويات من الناس، وبحيث يأخذ كل قارئ منها ما يقدر على فهمه واستيعابه، ويراها مقدرة على مقياس عقله ووفق حاجته.
- التجديد في الأسلوب: تصريف بعض المعاني وتكرارها بقوالب مختلفة من التعبير والأسلوب البياني، بشكل يضفي عليها الجدة، ويلبسها ثوبا من التجسيم والتخييل غير الذي كانت تلبسه، بحيث تظهر وكأنها معنى جديد.[10]

### ثانياً: الكلمة القرآنية
تمتاز الكلمة التي تتألف منها الجمل القرآنية بالميزات التالية:
- جمال توقيعها في السمع:

فليس في القرآن لفظ ينبو عن السمع، أو يتنافر مع ما قبله أو ما بعده، فالكلمة القرآنية في الذروة من الفصاحة، وهي تحمل المعنى في طياتها، واقرأ إن شئت قوله تعالى:﴿أَأَنْتُمْ أَشَدُّ خَلْقًا أَمِ السَّمَاءُ بَنَاهَا ۝٢٧ رَفَعَ سَمْكَهَا فَسَوَّاهَا ۝٢٨ وَأَغْطَشَ لَيْلَهَا وَأَخْرَجَ ضُحَاهَا ۝٢٩﴾ [النازعات:27–29]، وانظر إلى كلمة {َأَغْطَشَ}، كيف أنها تقدم لك المعنى في تلافيف حروفها قبل أن تقدمه في معناها اللغوي المحفوظ، وفي الوقت نفسه هي منسجمة مع ما قبلها وما بعدها من الألفاظ، لا ثقل فيها ولا إغراب، وكذلك بقية ألفاظ الآية، فكلها توقع على السمع موسيقا رائعة في منتهى الجمال.
- اتساقها مع المعنى:

وكأن القارئ يشم منها رائحة المعنى المطلوب، أو يلحظ فيها إشراقا يصور المعنى أمام العين، اقرأ قوله تعالى:﴿وَاللَّيْلِ إِذَا عَسْعَسَ ۝١٧ وَالصُّبْحِ إِذَا تَنَفَّسَ ۝١٨﴾ [التكوير:17–18]، ثم انظر كيف أنك تشم رائحة النهار من كلمة {تَنَفَّس}.
- اتساع دلالتها:

لما لا تتسع له دلالات الكلمات الأخرى من المعاني والمدلولات عادة، بحيث يعبر بكلمة واحدة عن معنى لا يستطاع التعبير عنه إلا ببضع كلمات أو جمل، وخذ مثالا على ذلك قوله تعالى:﴿أَفَرَأَيْتُمُ النَّارَ الَّتِي تُورُونَ ۝٧١ أَأَنْتُمْ أَنْشَأْتُمْ شَجَرَتَهَا أَمْ نَحْنُ الْمُنْشِئُونَ ۝٧٢ نَحْنُ جَعَلْنَاهَا تَذْكِرَةً وَمَتَاعًا لِلْمُقْوِينَ ۝٧٣﴾ [الواقعة:71–73]، منها المسافر، كما يحتاجها الجائع لتحضير طعامه، وهي إلى جانب ذلك كله من أسباب المتعة والرفاهية، وهذه الميزات الثلاث قلما يتخلف اجتماعها في كلمات القرآن، بينما لا تجتمع في غيره إلا نادرا، وما ذاك إلا لأن القرآن من كلام رب العالمين.

### ثالثاً: الجملة القرآنية وصياغتها
ويتجلى مظهر الإعجاز فيها بما يلي:
- التلاؤم والاتساق بين كلماتها:

وتلاحق حركاتها وسكناتها، بنظم بديع يستريح له السمع والصوت والنطق، واقرأ إن شئت قوله تعالى:﴿فَفَتَحْنَا أَبْوَابَ السَّمَاءِ بِمَاءٍ مُنْهَمِرٍ ۝١١ وَفَجَّرْنَا الْأَرْضَ عُيُونًا فَالْتَقَى الْمَاءُ عَلَى أَمْرٍ قَدْ قُدِرَ ۝١٢﴾ [القمر:11–12]، وتأمل تناسق الكلمات في كل جملة، وتأمل أيضا تآلف الحروف وتعاطف الحركات والسكنات والمدود، وانظر كيف أن كلا منها كأنما صب في مقدار، وأنه قدر بعلم اللطيف الخبير.
- الدلالة بأقصر عبارة على أوسع معنى تام متكامل:

دون اختصار مخل أو ضعف في الدلالة، واقرأ في هذا قوله تعالى في سورة الكهف: ﴿حَتَّى إِذَا أَتَيَا أَهْلَ قَرْيَةٍ اسْتَطْعَمَا أَهْلَهَا فَأَبَوْ﴾ [الكهف:77]، فكان الإتيان بالضمير هنا يؤدي المعنى، كأن يقال: استطعماهم، ولكن الإتيان بالاسم الظاهر وهو: {أَهْلَهَا}، يفيد معنى أعم وأوسع؛ لأنه جمع مضاف يفيد العموم، فيدل على أنهما استطعما جميع أهل القرية، بخلاف (استطعماهم) فإنه يحتمل أن الاستطعام كان لمن أتياهم، وهم سكان أول القرية.
- إخراج المعنى المجرد في مظهر الأمر المحس الملموس:

ثم بث الروح والحركة في هذا المظهر نفسه، بحيث يجد القارئ إقناع العقل وإمتاع العاطفة، بما يفي بحاجة النفس البشرية تفكيرا ووجدانا في تكافؤ واتزان، فلا تطغى قوة التفكير على قوة الوجدان.

### رابعاً: جلال الربوبية وكبرياء الألوهية في آياته
من أجلى مظاهر الإعجاز في القرآن، ما يوجد في كثير من آياته من جلال الربوبية وكبرياء الألوهية، بقطع النظر عن المعنى الذي يؤديه اللفظ، وهذا مما لا يقوى على اختلاقه أي إنسان، في أي صنف من أصناف المعاني والكلام.
وبيان ذلك:
أن الكلام مرآة لطبيعة المتكلم تتجلى فيما يكتب أو يقول، وتزداد وضوحا كلما تنوعت أبحاثه ومواضيعه، وإذا كان في مقدور الإنسان أن يظهر بصورة طبيعية أخرى، فإن ذلك لا يمكن أن يصل إلى حد التناقض، بحيث ينطبع بخصائص البشرية تارة، وبخصائص الألوهية أخرى، وإذا كان هذا غير ممكن، فلا يمكن لإنسان ما أن يصوغ كلاماً ينشر من حوله عظمة الربوبية وكبرياء الألوهية في صياغة لا تكلف فيها ولا تمثيل، كما هو ظاهر في كلام الله، مثل قوله تعالى: ﴿إِنَّنِي أَنَا اللَّهُ لَا إِلَهَ إِلَّا أَنَا فَاعْبُدْنِي وَأَقِمِ الصَّلَاةَ لِذِكْرِي ۝١٤ إِنَّ السَّاعَةَ آتِيَةٌ أَكَادُ أُخْفِيهَا لِتُجْزَى كُلُّ نَفْسٍ بِمَا تَسْعَى ۝١٥﴾ [طه:14–15]، وقوله تعالى:﴿حَتَّى إِذَا أَخَذْنَا مُتْرَفِيهِمْ بِالْعَذَابِ إِذَا هُمْ يَجْأَرُونَ ۝٦٤ لَا تَجْأَرُوا الْيَوْمَ إِنَّكُمْ مِنَّا لَا تُنْصَرُونَ ۝٦٥ قَدْ كَانَتْ آيَاتِي تُتْلَى عَلَيْكُمْ فَكُنْتُمْ عَلَى أَعْقَابِكُمْ تَنْكِصُونَ ۝٦٦ مُسْتَكْبِرِينَ بِهِ سَامِرًا تَهْجُرُونَ ۝٦٧﴾ [المؤمنون:64–67]، وانظر إلى هذا الكلام الذي يتنزل من عرش الربوبية، ويغمر النفس بالرهبة والجلال، هل يمكن لبشر أن يصطنعه اصطناعا، وأن ينطبق به تمثيلاً، أو يتحلى به تزويرا.

### خامساً: التصوير الفني في القرآن
القرآن حين يخاطب العقلاء، إنما يخاطب فيهم عقولهم، ويثير فيهم مشاعرهم وأحاسيسهم، بأسلوبه الفذ وبيانه المعجز، وموسيقاه الساحرة، فيجعل المخاطب يتخيل المعنى المجرد صورة ناطقة يتحسس فيها الحركة والحياة، وإذا كان التصوير تثبيتا للظل الصامت، أو مجموعة خطوط وألوان متجمعة، تضع أمام الرائي لوحة تثير في ذهنه معنى من المعاني، أو تنقل إلى مخيلته مشهدا من المشاهد.
والتصوير القرآني أوسع من هذا بكثير، فهو تحويل الحروف الصوتية الجامدة إلى ريشة تنبع من رأسها الأصباغ والألوان المختلفة، حسب الحاجة والطلب، لتحيل بدورها المعاني المعتادة إلى صور يتأملها الخيال ويدركها الشعور، وتكاد العين أن تستوعبها قبل أن يستوعبها العقل.
وهو تصوير باللون والحركة وبالتخييل، كما أنه تصوير بالنغمة تقوم مقام اللون في التمثيل، وكذلك هو تصوير حي، منتزع من عالم الأحياء، لا ألوان مجردة وخطوط جامدة، تصوير تقاس الأبعاد فيه والمسافات بالمشاعر والوجدانات، فالمعاني ترسم وهي تتفاعل في نفوس آدمية حية، أو في مشاهد من الطبيعة تخلع عليها الحياة.

## روابط خارجية
- الإعجاز البلاغي في القرآن الكريم
- الإعجاز البلاغي في القرآن
- التفسير والمفسرون أساسياته واتجاهاته ومناهجه في العصر الحديث